# مرغ کریچ‌ساز هوئون
مرغ کریچ‌ساز هوئون (نام علمی: Amblyornis germanus) گونه‌ای از مرغ‌های کریچ‌ساز است که در شبه‌جزیره هوئون در شمال شرقی گینه نو یافت می‌شود.